# Burgstall am Trauberg
Der Burgstall am Trauberg ist eine abgegangene mittelalterliche Höhenburg auf dem 385 Meter hohen Trauberg, etwa 1,5 Kilometer südwestlich des Gemeindeteils Zell am Ebersberg, der zur Gemeinde Knetzgau im unterfränkischen Landkreis Haßberge gehört.

## Geographische Lage
Die ehemalige Burganlage liegt im Mittelgebirge Steigerwald, das weitgehend mit dem Naturpark Steigerwald übereinstimmt. Der Burgstall befindet sich südwestlich von Zell am Ebersberg, südlich des Stöckigsbachs, eines Zuflusses des Mains, und westlich des Farnbachs, der direkt am Burgstall in den Stöckigsbach mündet. Im Süden liegt der Ort Neuschleichach, der zur Gemeinde Oberaurach gehört. Nördlich der Burg erstrecken sich die Berge Großer Knetzberg, Kleiner Knetzberg und der Hollacher Berg, in deren Nähe auch bedeutende archäologische Stätten wie die Wallanlagen auf den Knetzbergen zu finden sind. Südöstlich liegt mit dem Beerberg eine weitere wichtige Erhebung des Steigerwaldes.

## Denkmal
Die Burganlage ist als Bodendenkmal unter der Nummer D-6-6029-0020 in der Bayerischen Denkmalliste als Burgstall des Mittelalters eingetragen. Sichtbare Überreste umfassen den Burghügel, den Graben sowie einige nicht weiterverwendete Steinstrukturen.

## Naturschutz
Der Burgstall liegt im Naturwaldreservat Böhlgrund und im Naturwald Knetzberge-Böhlgrund, einem der größten Waldschutzgebiete und Naturwälder Bayerns, das im Rahmen des Volksbegehrens „Artenvielfalt & Naturschönheit in Bayern“ ausgewiesen wurde. Er ist Teil des FFH-Gebiets Buchenwälder und Wiesentäler des Nordsteigerwalds und des Vogelschutzgebiets Oberer Steigerwald. Außerdem befindet sich der Burgstall im Naturpark Steigerwald, der sich über drei bayerische Regierungsbezirke erstreckt.

Burgstall am Trauberg
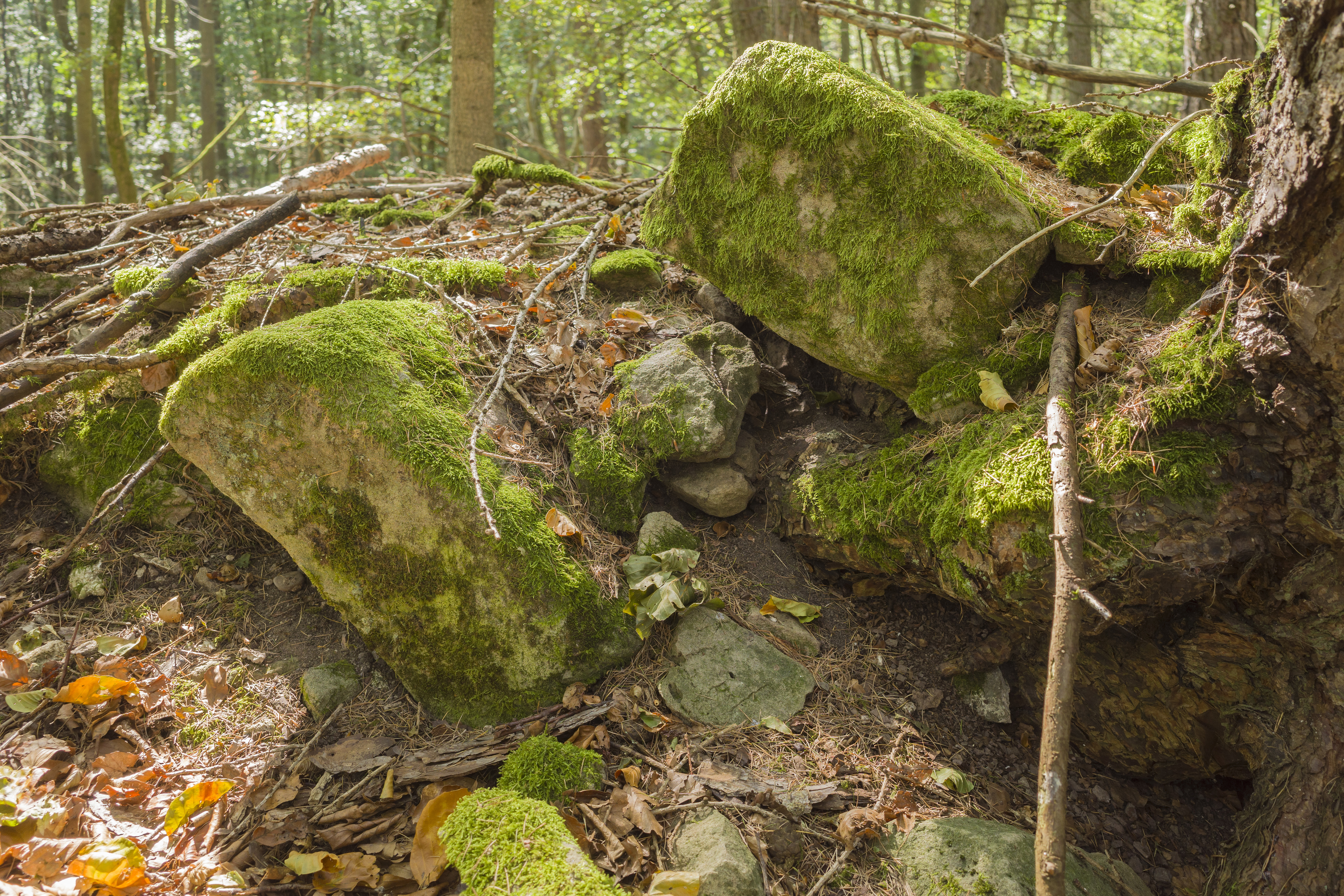
Bebauungsreste
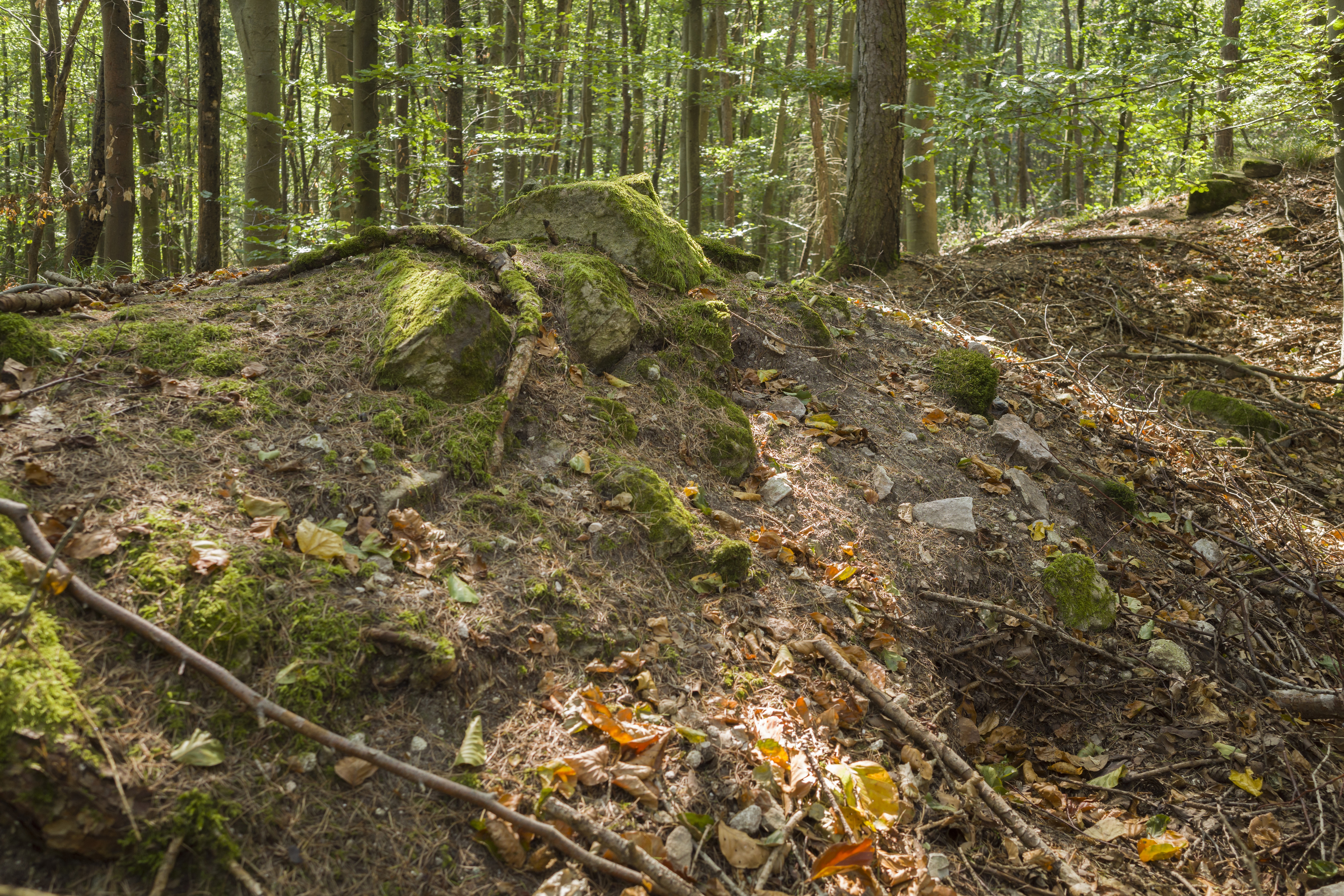
Reste eines Walls
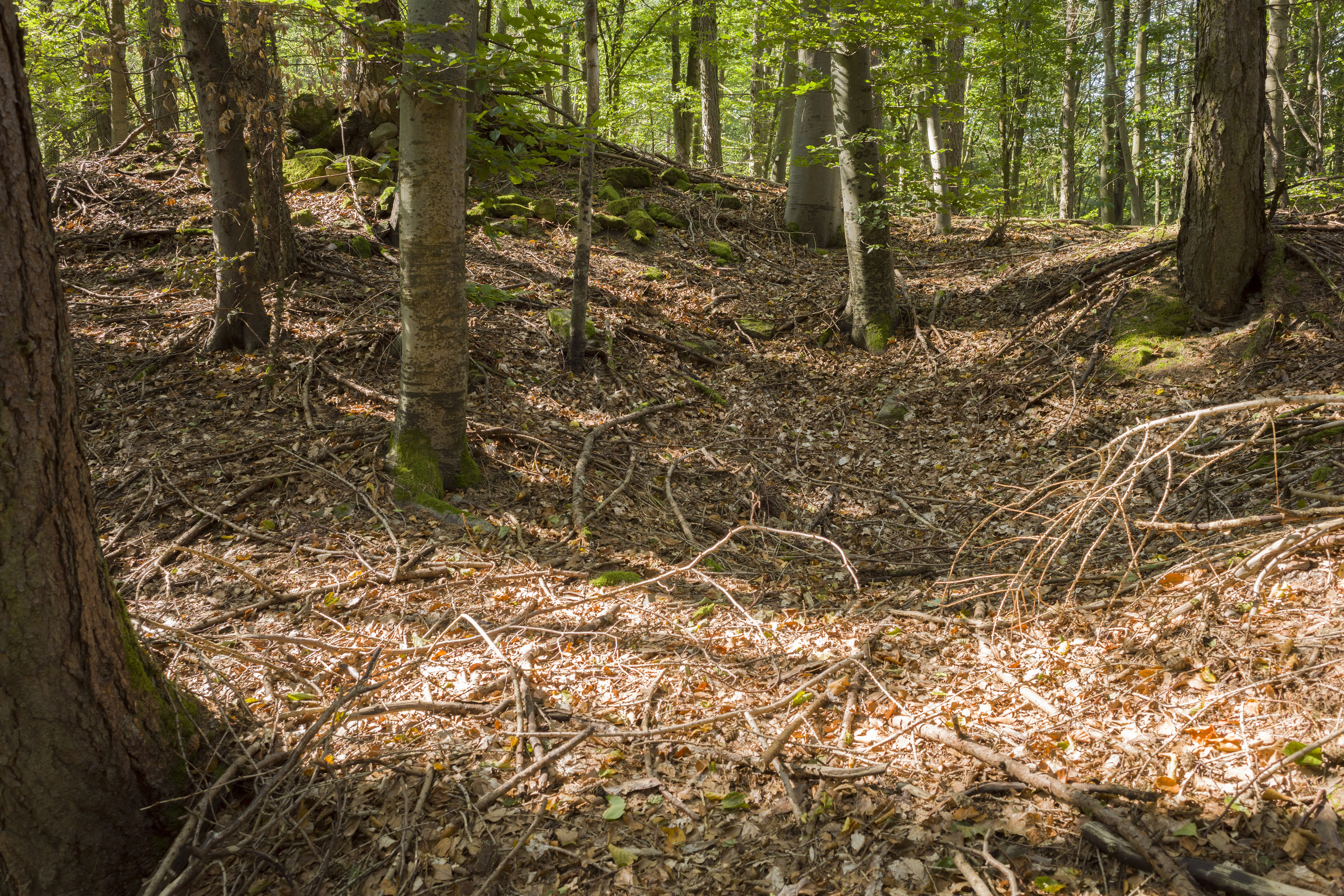
Strukturen auf dem Burgplateau